# Jerzy Montag

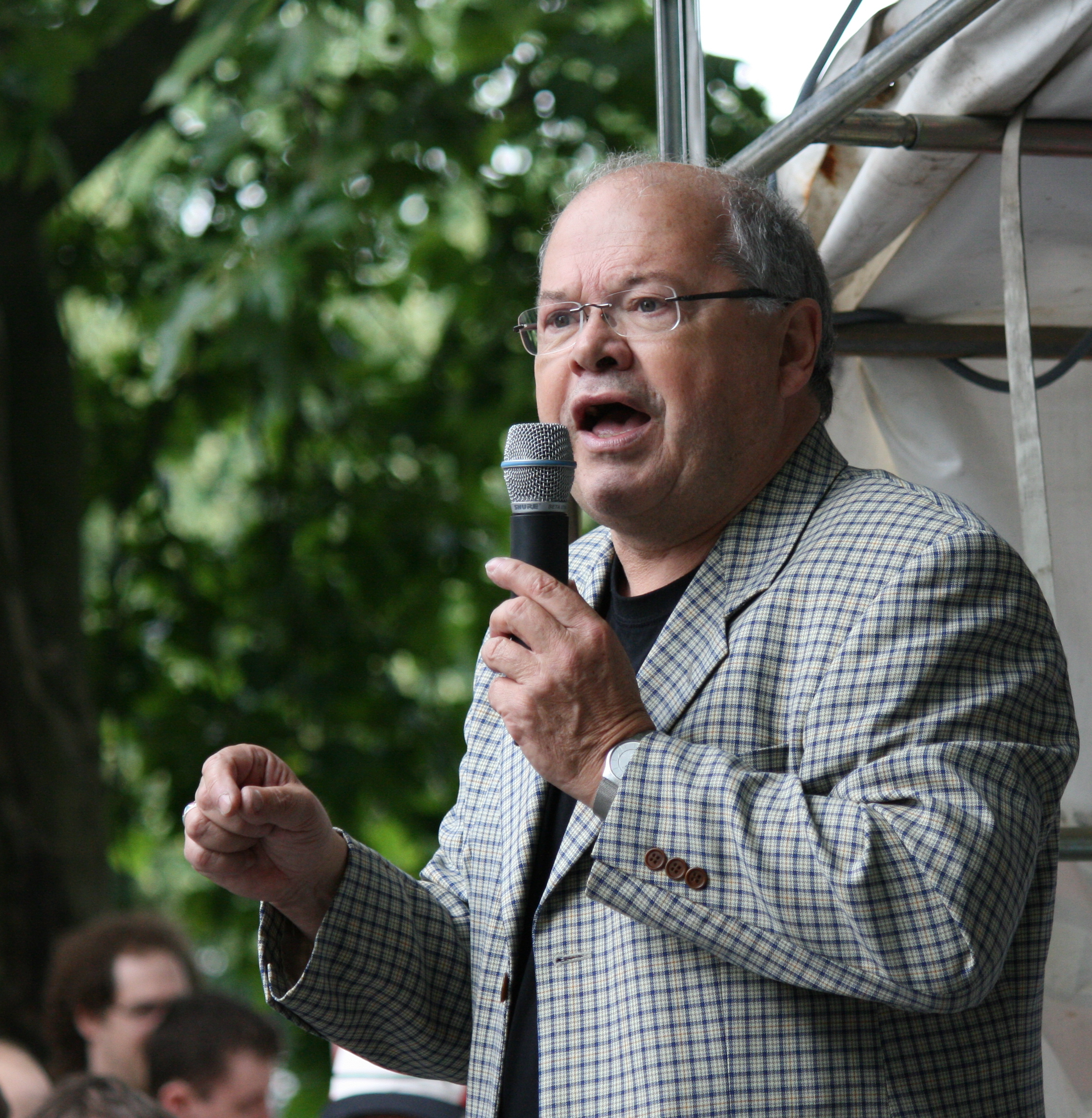
Jerzy Montag (2009)

Jerzy Montag [ˈjεʒɨ] (* 13. Februar 1947 in Katowice, Polen) ist ein deutscher Politiker und Jurist (Bündnis 90/Die Grünen).

## Leben
Jerzy Montag ist der Sohn eines jüdischen Holocaust-Überlebenden, der in den 1950er Jahren in die Bundesrepublik Deutschland einwanderte, und einer katholischen Mutter. In einem Interview bezeichnete er sich „als einen Menschen, der den Werten der Aufklärung und des Humanismus verpflichtet ist“ und fuhr fort: „Ich bin nicht religiös gebunden und gehöre keiner Glaubensrichtung an.“
Nach dem Abitur 1966 am Mollgymnasium in Mannheim absolvierte Montag ein Studium der Soziologie, Politikwissenschaft und Rechtswissenschaft in Heidelberg, Mannheim und München, welches er 1973 mit dem ersten juristischen Staatsexamen beendete. Nach Ableistung des Referendariats bestand er 1975 auch das zweite Staatsexamen. Montag ist seitdem als selbständiger Rechtsanwalt tätig. Er ist Fachanwalt für Strafrecht mit einer Kanzlei im Münchner Stadtteil Solln.
Der Schwerpunkt seiner politischen Tätigkeiten liegt im Bereich der Rechtspolitik, der europäischen Justiz- und Innenpolitik sowie der Förderung der deutsch-israelischen Beziehungen und der Bekämpfung des Rechtsextremismus. Montag ist Mitglied im Deutschen Anwaltverein, der Initiative bayerischer Strafverteidigerinnen und Strafverteidiger, des Republikanischen Anwältinnen- und Anwaltsverein und des Bund Naturschutz.
Er ist nichtberuflicher Richter am Bayerischen Verfassungsgerichtshof.
Jerzy Montag ist verheiratet und hat zwei Kinder.

## Partei
Montag ist seit 1986 Mitglied bei den Grünen und war von 1998 bis 2002 Landesvorsitzender von Bündnis 90/Die Grünen Bayern.

## Abgeordneter
Von 2002 bis 2013 war er Mitglied des Deutschen Bundestages und Sprecher der Bundestagsfraktion Bündnis 90/Die Grünen für Rechtspolitik. Montag war in der 15. Wahlperiode Obmann der Grünen im Visa-Untersuchungsausschuss und war seit 2005 Obmann im Rechtsausschuss und rechtspolitischer Sprecher der Bundestagsfraktion von Bündnis 90/Die Grünen. Er war Vorsitzender der deutsch-israelischen Parlamentariergruppe.
Montag zog stets über die Landesliste Bayern in den Bundestag ein. Sein Wahlkreis war München-Süd, wo er bei der Bundestagswahl 2009 13,3 % der Erststimmen erzielte.
Im 18. Deutschen Bundestag verfehlte Montag den Wiedereinzug, als nur die ersten neun bayerischen Kandidaten in den Bundestag über die Landesliste einzogen.

## Sonderermittler
Am 6. Oktober 2014 wurde Montag als Sonderermittler des Parlamentarischen Kontrollgremiums in Sachen NSU und des V-Manns „Corelli“ benannt. Er verfasste einen umfassenden Bericht, der jedoch als geheim eingestuft wurde und über dessen Inhalt er selbst nur eingeschränkt Auskunft geben darf.
Montag war neben Manfred Nötzel einer der beiden Sonderberater des Landtags von Sachsen-Anhalt zum Fall Oury Jalloh. Bei der Vorstellung des Abschlussberichts am 28. August 2020 warf er der Polizei fehlerhafte bzw. rechtswidrige polizeiliche Maßnahmen vor, sah allerdings keine Ansätze für neue Ermittlungen.